# Wappen Bonaires
Das Wappen Bonaires wurde am 11. Dezember 1981 offiziell eingeführt, als Bonaire noch Teil der Niederländischen Antillen war.

## Beschreibung
Der gekrönte blaue Wappenschild zeigt eine gelbe Ruderpinne hinter einem weißen Mittelschild mit Kompass und rotem Stern. Der schwarze Kompass soll an die Siedler erinnern, die über das Meer kamen und sich auf Bonaire niederließen. Der rote, sechsstrahlige Stern ist ein Sinnbild für die ehemals sechs Wohngebiete Bonaires: Antriol, Nikiboko, Nort Saliña, Playa und Tera Korá, die mittlerweile die Hauptstadt Kralendijk bilden, sowie Rincon.